# Anastasia av Kiev
Anastasia av Kiev (ryska: Анастасия Ярославна; ukrainska: Анастасія Ярославна), född omkring 1023, död 1074/1096 i Admont i Steiermark, var drottning av Ungern sedan giftermålet med kung Andreas I runt år 1039. 

## Biografi
Hon var dotter till storfurst Jaroslav I och storfurstinna Ingegerd Olofsdotter.
Anastasia gifte sig med Andreas under hans exil i Kiev 1039. Hon följde honom till Ungern vid hans tronbestigning och kröntes 1046.
Anastasia och hennes barn sändes till Österrike 1060, när Andreas kom i konflikt med sin bror, som samma år avsatte honom. I Tyskland sökte Anastasia stöd av kejsaren Henrik IV och kunde 1063 invadera Ungern och uppsätta sin son Solomon I på tronen. 
År 1074 avsattes Solomon av sina kusiner och flydde till västra Ungern. Anastasia följde honom, men de kom i konflikt med varandra och hon bosatte sig sedan i ett kloster, där hon levde till sin död.

## Familj
Anastasia gifte sig omkring år 1039 med kung Andreas I och fick tre barn:
- Adelaide (ca. 1040–1062)
- Salomon I (1053–1087)
- David (efter 1053–före 1094)